# الجمباز في الألعاب الأولمبية الصيفية 2000 – فردي فني شامل للسيدات
أقيمت منافسات الجمباز الفردي الفني الشامل للسيدات، وهي واحدة من ستة أحداث للمتنافسات سيدات في الجمباز الفني في دورة الألعاب الأولمبية الصيفية 2000 في سيدني، أستراليا. أقيمت التصفيات والجولات النهائية يومي 17 و21 سبتمبر في سيدني سوبر دوم. تصدرت اللاعبة فيكتوريا كاربينكو الحائزة على الميدالية الفضية في بطولة العالم، المنافسة حتى الجولة الأخيرة، لكنها تراجعت عن المركز الأول بعدما تعثرت وسقطت خارج الملعب أثناء حدث حركات الأرضية.
بعدما تغلب الرومانيات على الروس ليحصلوا على الميدالية الذهبية في حدث الفريق والأول لهم منذ عام 1984، عاودت الرومانيات الأمر في نهائي الجمباز الشامل عندما قادت رادوكان رومانيا إلى الفوز بالميدالية الذهبية وأمنار بالميدالية الفضية، وماريا أولارو بالميدالية البرونزية. قبل أن يتم تم تجريد رادوكان من ميداليتها، حصلت سيمونا أمانار على الميدالية الذهبية، وماريا أولارو على الميدالية الفضية، والصينية ليو شوان على الميدالية البرونزية. وذكرت تقارير أن أمانار وأولارو وليو قالوا إنهم اعتبروا رادوكان البطلة المستحقة.